# Saint-Nic

Saint-Nic este o comună în departamentul Finistère, Franța. În 1 ianuarie 2022 avea o populație de 756 de locuitori.